# Jazyková rada (Norsko)
Jazyková rada (Språkrådet) je poradní orgán norské vlády v záležitostech týkajících se norského jazyka a jazykového plánování.
Cílem Jazykové rady je ochrana kulturního dědictví mluvené i psané norštiny, podpora znalosti norštiny a její historie, podpora tolerance a vzájemné ohleduplnosti mezi uživateli různých variet norštiny (bokmål, nynorsk, nářečí) a ochrana práv každého občana s ohledem na užívání jazyka.
Rada vydává doporučení státním orgánům v záležitostech týkajících se norského jazyka, zejména pak použití ve školách, Norské rozhlasové společnosti (Norsk Rikskringkasting) a vládních organizacích. Vydává prohlášení o způsobech kodifikace spisovného jazyka a místních jmen. Dále předkládá návrhy jazykových právních norem, poskytuje poradenství pro veřejnost a podílí se na spolupráci severských zemí při jazykové kultivaci.
Jazyková rada byla ustavena zákonem z roku 1972 a spadá pod norské ministerstvo kultury a církví. Navázala na Norskou jazykovou komisi (Norsk språknemnd), kterou ustanovil v roce 1951 norský parlament (Storting) a která začala pracovat na nové pravopisné normě. Cílem bylo především omezit počet dubletních tvarů. Výsledkem byla tzv. učebnicová norma (Læreboknormalen) z roku 1959.
Čtvrtletně vydává časopis Språknytt (Jazykové noviny).